# Hotan, Hotan
Hotan, även känt som Hetian, är ett härad som lyder under prefekturen Hotan i Xinjiang-regionen i nordvästra Kina.